# Paurophylla costisigna
Paurophylla costisigna är en fjärilsart som beskrevs av George Francis Hampson. Paurophylla costisigna ingår i släktet Paurophylla och familjen nattflyn. Inga underarter finns listade i Catalogue of Life.